# Tephrosia heckmanniana
Tephrosia heckmanniana är en ärtväxtart som beskrevs av Hermann August Theodor Harms. Tephrosia heckmanniana ingår i släktet Tephrosia och familjen ärtväxter. Inga underarter finns listade i Catalogue of Life.